# 임퐁도
임퐁도(프랑스어: Impfondo)는 콩고 공화국 북동부에 위치한 도시로, 리쿠알라 주의 주도이며 인구는 약 20,000명이다. 우방기강과 접하며 강을 경계로 콩고 민주 공화국과 국경을 접한다. 공항과 하항이 있으며 브라자빌(콩고 공화국의 수도)과 방기(중앙아프리카 공화국의 수도)를 연결하는 선박 노선이 다닌다.